# Tętnica środkowa kolana
Tętnica środkowa kolana (łac. arteria media genus) – w anatomii człowieka jedna z tętnic kończyny dolnej. Jest gałęzią tętnicy podkolanowej, odchodzącą od jej przedniej strony. Przebija ścianę tylną torebki stawowej stawu kolanowego ponad więzadłem podkolanowym skośnym, wchodząc do jamy stawowej. Rozgałęzia się w obrębie ciała tłuszczowego i więzadeł krzyżowych, które zaopatruje w krew. Jako jedyna z tętnic okolicy stawu kolanowego nie należy do sieci stawowej kolana.